# Lijst van vlaggen van Costa Ricaanse provincies
Dit artikel bevat een lijst van vlaggen van Costa Ricaanse provincies. Costa Rica telt zeven provincies.
| Kaart | Provincie  | Vlag | Artikel over de vlag | Ratio   | Ingebruikname |
| ----- | ---------- | ---- | -------------------- | ------- | ------------- |
|       | Alajuela   |      | Vlag van Alajuela    | 2:3     |               |
|       | Cartago    |      | Vlag van Cartago     | 2:3     |               |
|       | Guanacaste |      | Vlag van Guanacaste  | 2:3     |               |
|       | Heredia    |      | Vlag van Heredia     | 5:9     | 19 juli 1993  |
|       | Limón      |      | Vlag van Limón       | 2:3     | 21 juli 1992  |
|       | Puntarenas |      | Vlag van Puntarenas  | 603:959 | 7 april 1994  |
|       | San José   |      | Vlag van San José    | 2:3     |               |

Albanië · Andorra · Argentinië · Australië · Bahrein · België · Bolivia · Bosnië en Herzegovina · Brazilië · Bulgarije · Canada · Chili · China · Colombia · Comoren · Costa Rica · Denemarken · Dominicaanse Republiek · Duitsland · Ecuador · Egypte · El Salvador · Estland · Ethiopië · Filipijnen · Finland · Frankrijk · Gabon · Georgië · Ghana · Griekenland · Guatemala · Guyana · Honduras · Hongarije · Ierland · India · Indonesië · Irak · Italië · Japan · Kazachstan · Kenia · Kirgizië · Koeweit · Kroatië · Liberia · Litouwen · Maleisië · Marshalleilanden · Mexico · Micronesië · Moldavië · Mongolië · Myanmar · Nederland · Nicaragua · Nieuw-Zeeland · Nigeria · Noorwegen · Oeganda · Oekraïne · Oostenrijk · Pakistan · Palau · Panama · Papoea-Nieuw-Guinea · Paraguay · Peru · Polen · Portugal · Roemenië · Rusland · Salomonseilanden · Sao Tomé en Principe · Servië · Slowakije · Soedan · Somalië · Spanje · Sri Lanka · Suriname · Tanzania · Thailand · Tsjechië · Uruguay · Vanuatu · Venezuela · Verenigd Koninkrijk · Verenigde Arabische Emiraten · Verenigde Staten · Wit-Rusland · Zuid-Afrika · Zuid-Korea · Zuid-Soedan · Zweden · Zwitserland
Historisch: Joegoslavië · Oostenrijk-Hongarije · Sovjet-Unie
Zie ook: Vlaggenlijsten per land · Vlaggen van afhankelijke gebieden · Vlaggen van gemeenten (per land)